# Embrikstrandia bimaculata
Embrikstrandia bimaculata är en skalbaggsart som först beskrevs av White 1853.  Embrikstrandia bimaculata ingår i släktet Embrikstrandia och familjen långhorningar.
Artens utbredningsområde är Taiwan. Inga underarter finns listade i Catalogue of Life.